# Sherrill (New York)
Sherrill je grad u američkoj saveznoj državi New York. Prema popisu stanovništva iz 2010. u njemu je živjelo 3.071 stanovnika.